# 한국파스퇴르연구소

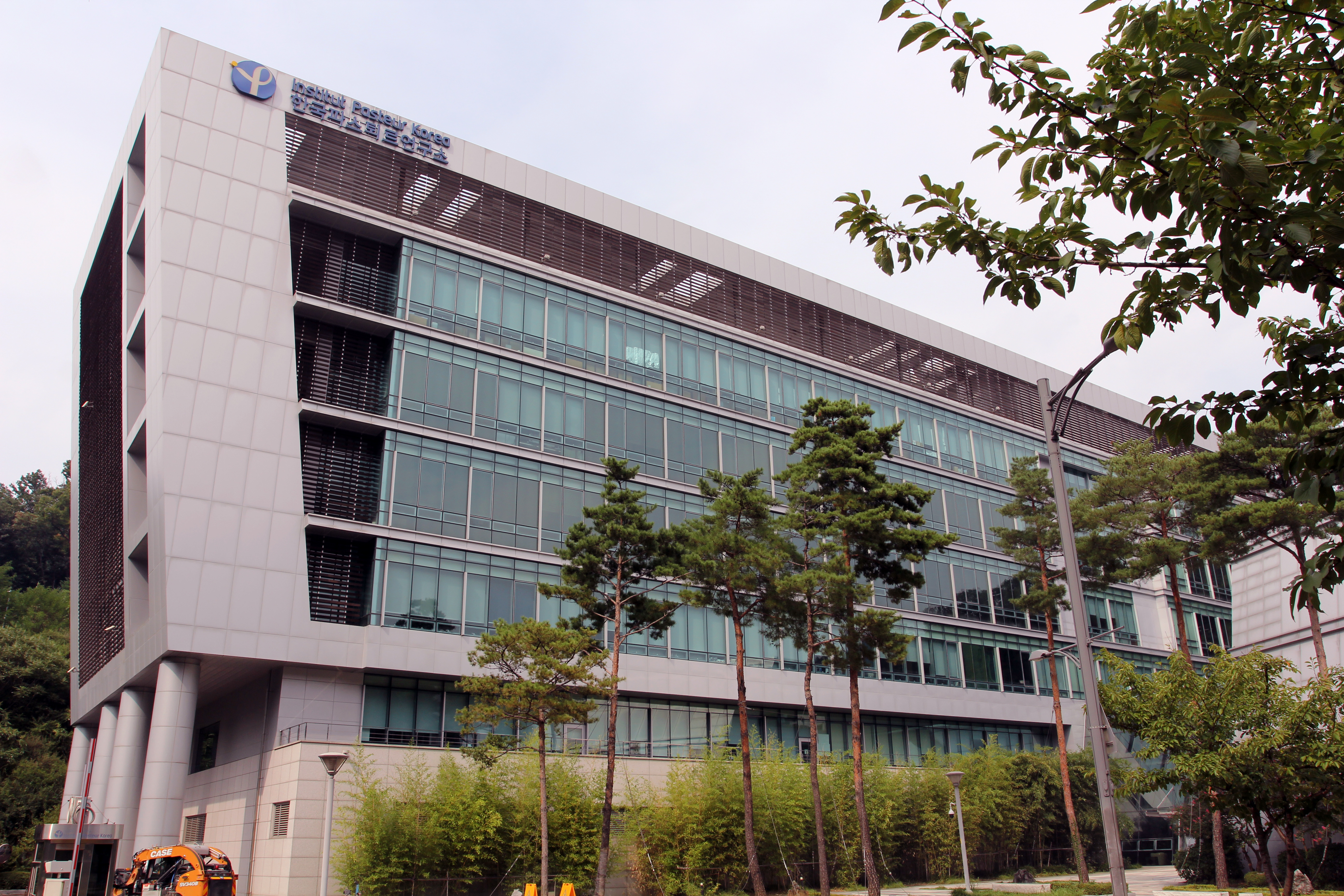
한국파스퇴르연구소

한국파스퇴르연구소(韓國-硏究所, 영어: Institut Pasteur Korea, IPK)는 프랑스 파스퇴르 연구소와의 공동 및 단독연구를 통해 생명공학관련 연구, 교육, 기술 증진을 목적으로 하며, 과학기술부가 추진하고 있는 해외 유명 연구소 국내 유치사업의 일환으로 프랑스 파스퇴르연구소와의 협약에 의해 설립한 생명공학 연구소이다. 2004년 4월 12일 서울시 성북구 하월곡동 39-1 한국과학기술연구원 내에 위치하여 설립되었다. 이후, 교육과학기술부와 경기도에서 각각 50%의 경비를 지원받아 신축된 본사건물로 이전하여 현재는 경기도 성남시 분당구 대왕판교로712번길 16 (삼평동)에 연구소를 운영 중이다.

## 같이 보기
- 한국과학기술연구원